# Discografia dei Red Hot Chili Peppers
La discografia dei Red Hot Chili Peppers, gruppo musicale rock statunitense, comprende 12 album in studio, uno dal vivo, 12 raccolte, 3 EP e oltre 60 singoli, pubblicati tra il 1984 ed il 2022.

## Album

### Album in studio
| Anno                                                                          | Titolo | Classifiche | Classifiche | Classifiche | Classifiche | Classifiche | Classifiche | Classifiche | Classifiche | Classifiche | Classifiche | Classifiche | Classifiche | Classifiche | Classifiche | Certificazioni |
| Anno                                                                          | Titolo | USA         | AUS         | AUT         | CAN         | FIN         | FRA         | GER         | ITA         | NLD         | NOR         | NZ          | SWE         | SWI         | UK          | Certificazioni |
| ----------------------------------------------------------------------------- | --- | ----------- | ----------- | ----------- | ----------- | ----------- | ----------- | ----------- | ----------- | ----------- | ----------- | ----------- | ----------- | ----------- | ----------- | --- |
| 1984                                                                          | The Red Hot Chili Peppers - Pubblicato: 10 agosto 1984 - Etichetta: EMI - Formati: CD, LP, MC, download digitale, streaming              | 201         | —           | —           | —           | —           | —           | —           | —           | —           | —           | —           | —           | —           | —           | |
| 1985                                                                          | Freaky Styley - Pubblicato: 16 agosto 1985 - Etichetta: EMI - Formati: CD, LP, MC, download digitale, streaming                          | —           | —           | —           | —           | —           | —           | —           | —           | —           | —           | —           | —           | —           | —           | - UK: Argento |
| 1987                                                                          | The Uplift Mofo Party Plan - Pubblicato: 29 settembre 1987 - Etichetta: EMI - Formati: CD, LP, MC, download digitale, streaming          | 148         | —           | —           | —           | —           | —           | —           | —           | —           | —           | —           | —           | —           | —           | - US: Oro |
| 1989                                                                          | Mother's Milk - Pubblicato: 16 agosto 1989 - Etichetta: Warner Bros. - Formati: CD, LP, MC, download digitale, streaming                 | 52          | 33          | —           | —           | 27          | —           | —           | —           | 69          | —           | 47          | —           | —           | —           | - CAN: Oro - UK: Argento - US: Platino |
| 1991                                                                          | Blood Sugar Sex Magik - Pubblicato: 23 settembre 1991 - Etichetta: Warner Bros. - Formati: CD, 2 LP, MC, download digitale, streaming    | 3           | 1           | 17          | 1           | 16          | 33          | 12          | 25          | 2           | 5           | 1           | 26          | 10          | 25          | - AUS: 6× Platino - AUT: Oro - CAN: 4× Platino - FRA: 2× Oro - GER: Platino - ITA: Platino - NLD: Platino - SWE: Platino - UK: 3× Platino - US: 7× Platino                                                 |
| 1995                                                                          | One Hot Minute - Pubblicato: 12 settembre 1995 - Etichetta: Warner Bros. - Formati: CD, 2 LP, MC, download digitale, streaming           | 4           | 1           | 4           | 6           | 1           | 3           | 3           | 8           | 5           | 2           | 1           | 1           | 2           | 2           | - AUS: 2× Platino - AUT: Oro - CAN: Platino - FRA: Platino - NLD: Oro - SWI: Oro - UK: Oro - US: 2× Platino                                                                                                |
| 1999                                                                          | Californication - Pubblicato: 8 giugno 1999 - Etichetta: Warner Bros. - Formati: CD, 2 LP, MC, download digitale, streaming              | 3           | 1           | 2           | 2           | 1           | 2           | 2           | 1           | 2           | 1           | 1           | 1           | 3           | 5           | - AUS: 8× Platino - AUT: 2× Platino - CAN: 6× Platino - FIN: Platino - FRA: 2× Oro - GER: 3× Oro - ITA: 7× Platino - NLD: 2× Platino - SWE: 2× Platino - SWI: 2× Platino - UK: 5× Platino - US: 8× Platino |
| 2002                                                                          | By the Way - Pubblicato: 9 luglio 2002 - Etichetta: Warner Bros. - Formati: CD, 2 LP, MC, download digitale, streaming                   | 2           | 1           | 1           | 1           | 1           | 2           | 1           | 1           | 1           | 1           | 1           | 1           | 1           | 1           | - AUS: 5× Platino - AUT: Platino - CAN: 2× Platino - FIN: Platino - FRA: Platino - GER: 3× Oro - ITA: 3× Platino - NLD: Platino - SWE: Oro - SWI: 2× Platino - UK: 7× Platino - US: 2× Platino             |
| 2006                                                                          | Stadium Arcadium - Pubblicato: 5 maggio 2006 - Etichetta: Warner Bros. - Formati: 2 CD, 2 CD+DVD, 4 LP, MC, download digitale, streaming | 1           | 1           | 1           | 1           | 1           | 1           | 1           | 1           | 1           | 1           | 1           | 1           | 1           | 1           | - AUS: 3× Platino - AUT: Platino - CAN: 4× Platino - FIN: Oro - FRA: Platino - GER: 5× Oro - ITA: 2× Platino - NLD: Platino - SWE: Oro - SWI: 2× Platino - UK: 3× Platino - US: 3× Platino                 |
| 2011                                                                          | I'm with You - Pubblicato: 26 agosto 2011 - Etichetta: Warner Bros. - Formati: CD, 2 LP, download digitale                               | 2           | 2           | 2           | 2           | 1           | 2           | 1           | 1           | 1           | 4           | 1           | 1           | 1           | 1           | - AUS: Platino - AUT: Oro - CAN: Platino - FIN: Oro - FRA: Platino - GER: Platino - ITA: Platino - NLD: Oro - SWI: Platino - UK: Oro - US: Oro                                                             |
| 2016                                                                          | The Getaway - Pubblicato: 17 giugno 2016 - Etichetta: Warner Bros. - Formati: CD, 2 LP, download digitale, streaming                     | 2           | 1           | 1           | 2           | 2           | 3           | 2           | 1           | 1           | 4           | 1           | 4           | 1           | 2           | - AUT: Oro - CAN: Oro - FRA: Oro - GER: Oro - ITA: Platino - NLD: Oro - SWI: Oro - UK: Oro |
| 2022                                                                          | Unlimited Love - Pubblicato: 1º aprile 2022 - Etichetta: Warner - Formati: CD, 2 LP, MC, download digitale, streaming                    | 1           | 1           | 1           | 1           | 3           | 1           | 1           | 2           | 1           | 9           | 1           | 2           | 1           | 1           | - FRA: Oro - UK: Argento |
| 2022                                                                          | Return of the Dream Canteen - Pubblicato: 14 ottobre 2022 - Etichetta: Warner - Formati: CD, 2 LP, MC, download digitale, streaming      | 3           | 2           | —           | 3           | 4           | 1           | 1           | 5           | 1           | 22          | 1           | 25          | 1           | 2           | |
| "—" indica una pubblicazione non classificata o non pubblicata in quel Paese. | |             |             |             |             |             |             |             |             |             |             |             |             |             |             | |

### Album dal vivo
| Anno | Titolo                                                                                     | Classifiche | Classifiche | Classifiche | Classifiche | Classifiche | Classifiche | Classifiche | Classifiche | Classifiche | Classifiche | Classifiche | Classifiche | Certificazioni                                            |
| Anno | Titolo                                                                                     | AUS         | AUT         | FIN         | FRA         | GER         | ITA         | NLD         | NOR         | NZ          | SWE         | SWI         | UK          | Certificazioni                                            |
| ---- | ------------------------------------------------------------------------------------------ | ----------- | ----------- | ----------- | ----------- | ----------- | ----------- | ----------- | ----------- | ----------- | ----------- | ----------- | ----------- | --------------------------------------------------------- |
| 2004 | Live in Hyde Park - Pubblicato: 26 luglio 2004 - Etichetta: Warner Bros. - Formati: CD, LP | 5           | 1           | 13          | 5           | 8           | 3           | 4           | 19          | 13          | 22          | 1           | 1           | - AUS: Platino - AUT: Oro - ITA: Oro - UK: Oro - SWI: Oro |

### Album tributo
| Anno | Titolo |
| ---- | --- |
| 1998 | Under the Covers: Essential Red Hot Chili Peppers - Pubblicato: 31 marzo 1998 - Etichetta: EMI, Capitol - Formati: CD |

### Raccolte
| Anno                                                                          | Titolo | Classifiche | Classifiche | Classifiche | Classifiche | Classifiche | Classifiche | Classifiche | Classifiche | Classifiche | Classifiche | Classifiche | Classifiche | Classifiche | Classifiche | Certificazioni |
| Anno                                                                          | Titolo | USA         | AUS         | AUT         | CAN         | FIN         | FRA         | GER         | ITA         | NLD         | NOR         | NZ          | SWE         | SWI         | UK          | Certificazioni |
| ----------------------------------------------------------------------------- | --- | ----------- | ----------- | ----------- | ----------- | ----------- | ----------- | ----------- | ----------- | ----------- | ----------- | ----------- | ----------- | ----------- | ----------- | --- |
| 1992                                                                          | What Hits!? - Pubblicato: 29 settembre 1992 - Etichetta: EMI - Formati: CD, LP, MC                                            | 22          | 9           | —           | 18          | 4           | —           | —           | —           | 80          | —           | 5           | 42          | 34          | 23          | - CAN: Platino - FIN: Oro - UK: Platino - US: Platino |
| 1994                                                                          | Live Rare Remix Box - Pubblicato: 24 febbraio 1994 - Etichetta: Warner Bros. - Formati: CD                                    | —           | —           | —           | —           | —           | —           | —           | —           | —           | —           | —           | —           | —           | —           | |
| 1994                                                                          | The Plasma Shaft - Pubblicato: ottobre 1994 - Etichetta: Warner Bros. - Formati: CD                                           | —           | 6           | —           | —           | —           | —           | —           | —           | —           | —           | 15          | —           | —           | —           | |
| 1994                                                                          | Out in L.A. - Pubblicazione: 1º novembre 1994 - Etichetta: EMI - Formati: CD, LP, MC                                          | 82          | —           | —           | 47          | 38          | 37          | —           | —           | 94          | —           | —           | 44          | 37          | 61          | |
| 1994                                                                          | Greatest Hits - Pubblicato: 1994 - Etichetta: EMI - Formati: CD                                                               | —           | —           | —           | —           | —           | —           | —           | —           | —           | —           | —           | —           | —           | —           | |
| 1995                                                                          | The Originals - Pubblicato: 1995 - Etichetta: EMI - Formati: CD                                                               | —           | —           | —           | —           | —           | —           | —           | —           | —           | —           | —           | —           | —           | —           | |
| 2003                                                                          | Greatest Hits - Pubblicato: 18 novembre 2003 - Etichetta: Warner Bros. - Formati: CD, LP, MC                                  | 18          | 2           | 2           | 38          | 11          | 39          | 4           | 5           | 4           | 7           | 2           | 13          | 2           | 4           | - AUS: 6× Platino - AUT: Oro - FIN: Oro - FRA: Oro - GER: 2× Platino - ITA: 3× Platino - NLD: Oro - SWE: Oro - SWI: 2× Platino - UK: 7× Platino - US: 2× Platino |
| 2006                                                                          | iTunes Originals - Pubblicato: 12 settembre 2006 - Etichetta: Warner Bros. - Formati: Download digitale                       | —           | —           | —           | —           | —           | —           | —           | —           | —           | —           | —           | —           | —           | —           | |
| 2009                                                                          | 10 Great Songs - Pubblicato: 2009 - Etichetta: Capitol - Formati: CD, LP, download digitale                                   | —           | —           | —           | —           | —           | —           | —           | —           | —           | —           | —           | —           | —           | —           | |
| 2011                                                                          | Road Trippin' Through Time - Pubblicato: 5 maggio 2011 - Etichetta: Warner Bros. - Formati: CD, download digitale             | —           | —           | —           | —           | —           | —           | —           | —           | —           | —           | —           | —           | —           | —           | |
| 2013                                                                          | I'm Beside You - Pubblicato: 29 novembre 2013 - Etichetta: Warner Bros. - Formati: LP, 7"                                     | —           | —           | —           | —           | —           | —           | —           | —           | —           | —           | —           | —           | —           | —           | |
| 2014                                                                          | The Studio Album Collection 1991 - 2011 - Pubblicato: 12 dicembre 2014 - Etichetta: Warner Bros. - Formati: download digitale | —           | —           | —           | —           | —           | —           | —           | —           | —           | —           | —           | —           | —           | —           | |
| "—" indica una pubblicazione non classificata o non pubblicata in quel Paese. | |             |             |             |             |             |             |             |             |             |             |             |             |             |             | |

## Extended play
| Anno | Titolo |
| ---- | --- |
| 1988 | The Abbey Road E.P. - Pubblicato: maggio 1988 - Etichetta: EMI - Formati: CD                                        |
| 2012 | Rock & Roll Hall of Fame Covers - Pubblicato: 1º maggio 2012 - Etichetta: Warner Bros. - Formati: download digitale |

## Singoli
| Anno                                                                          | Titolo                                 | Classifiche | Classifiche | Classifiche | Classifiche | Classifiche | Classifiche | Classifiche | Classifiche | Classifiche | Classifiche | Classifiche | Classifiche | Classifiche | Classifiche | Classifiche | Classifiche | Album di provenienza                                             |
| Anno                                                                          | Titolo                                 | USA         | USA Alt.    | USA Rock    | AUS         | AUT         | CAN         | FIN         | GER         | IRL         | ITA         | NLD         | NOR         | NZ          | SWE         | SWI         | UK          | Album di provenienza                                             |
| ----------------------------------------------------------------------------- | -------------------------------------- | ----------- | ----------- | ----------- | ----------- | ----------- | ----------- | ----------- | ----------- | ----------- | ----------- | ----------- | ----------- | ----------- | ----------- | ----------- | ----------- | ---------------------------------------------------------------- |
| 1984                                                                          | Get Up and Jump                        | —           | —           | —           | —           | —           | —           | —           | —           | —           | —           | —           | —           | —           | —           | —           | —           | The Red Hot Chili Peppers                                        |
| 1985                                                                          | Jungle Man                             | —           | —           | —           | —           | —           | —           | —           | —           | —           | —           | —           | —           | —           | —           | —           | —           | Freaky Styley                                                    |
| 1985                                                                          | Hollywood (Africa)                     | —           | —           | —           | —           | —           | —           | —           | —           | —           | —           | —           | —           | —           | —           | —           | —           | Freaky Styley                                                    |
| 1987                                                                          | Fight Like a Brave                     | —           | —           | —           | —           | —           | —           | —           | —           | —           | —           | —           | —           | —           | —           | —           | —           | The Uplift Mofo Party Plan                                       |
| 1989                                                                          | Higher Ground                          | —           | 11          | 26          | 45          | —           | —           | —           | —           | —           | —           | 38          | —           | 15          | —           | —           | 54          | Mother's Milk                                                    |
| 1989                                                                          | Knock Me Down                          | —           | 6           | —           | —           | —           | —           | —           | —           | —           | —           | —           | —           | —           | —           | —           | —           | Mother's Milk                                                    |
| 1989                                                                          | Taste the Pain                         | —           | —           | —           | —           | —           | —           | —           | —           | —           | —           | —           | —           | —           | —           | —           | 29          | Mother's Milk                                                    |
| 1990                                                                          | Show Me Your Soul                      | —           | 10          | —           | —           | —           | —           | —           | —           | —           | —           | —           | —           | —           | —           | —           | —           | Colonna sonora di Pretty Woman                                   |
| 1991                                                                          | Give It Away                           | 73          | 1           | —           | 41          | —           | —           | 22          | —           | 19          | —           | 42          | —           | 22          | —           | —           | 9           | Blood Sugar Sex Magik                                            |
| 1991                                                                          | Under the Bridge                       | 2           | 6           | 2           | 1           | —           | 3           | —           | 11          | 20          | —           | 1           | 10          | 2           | —           | —           | 13          | Blood Sugar Sex Magik                                            |
| 1992                                                                          | Suck My Kiss                           | —           | 15          | —           | 8           | —           | —           | —           | —           | —           | —           | —           | —           | 3           | —           | —           | —           | Blood Sugar Sex Magik                                            |
| 1992                                                                          | Breaking the Girl                      | —           | 19          | 15          | 30          | —           | 45          | 20          | —           | 19          | —           | 48          | —           | 12          | —           | —           | 41          | Blood Sugar Sex Magik                                            |
| 1992                                                                          | Behind the Sun                         | —           | 7           | —           | 37          | —           | 73          | —           | —           | —           | —           | —           |             | 7           | —           | —           | 29          | What Hits!?                                                      |
| 1993                                                                          | If You Have to Ask                     | —           | —           | —           | —           | —           | —           | —           | —           | —           | —           | —           | —           | —           | —           | —           | —           | Blood Sugar Sex Magik                                            |
| 1993                                                                          | Soul to Squeeze                        | 22          | 1           | 7           | 9           | —           | 11          | 23          | —           | —           | 18          | —           | —           | 6           | 13          | 32          | —           | Colonna sonora di Teste di cono                                  |
| 1995                                                                          | Warped                                 | —           | 7           | 13          | 12          | —           | —           | 3           | 47          | —           | —           | —           | 12          | 4           | 24          | 33          | 31          | One Hot Minute                                                   |
| 1995                                                                          | My Friends                             | —           | 1           | 1           | 15          | —           | 11          | —           | 81          | —           | —           | —           | —           | 20          | 50          | —           | 29          | One Hot Minute                                                   |
| 1996                                                                          | Aeroplane                              | —           | 8           | 12          | 35          | —           | 48          | —           | —           | —           | —           | —           | —           | 26          | —           | —           | 11          | One Hot Minute                                                   |
| 1996                                                                          | Shallow Be Thy Game                    | —           | —           | —           | —           | —           | —           | —           | —           | —           | —           | —           | —           | —           | —           | —           | —           | One Hot Minute                                                   |
| 1996                                                                          | Coffee Shop                            | —           | —           | —           | —           | —           | —           | —           | —           | —           | —           | —           | —           | —           | —           | —           | —           | One Hot Minute                                                   |
| 1996                                                                          | Love Rollercoaster                     | —           | 14          | —           | 19          | —           | 49          | —           | —           | 24          | —           | —           | —           | 35          | —           | —           | 7           | Colonna sonora di Beavis & Butt-Head alla conquista dell'America |
| 1999                                                                          | Scar Tissue                            | 9           | 1           | 1           | 15          | —           | 4           | 16          | 75          | 16          | 10          | 38          | —           | 3           | —           | —           | 15          | Californication                                                  |
| 1999                                                                          | Around the World                       | —           | 7           | 16          | 49          | —           | —           | —           | —           | —           | 30          | 69          | —           | 35          | —           | —           | 35          | Californication                                                  |
| 2000                                                                          | Otherside                              | 14          | 1           | 2           | 31          | —           | 32          | —           | 44          | —           | 17          | 24          | —           | 5           | 19          | 65          | 33          | Californication                                                  |
| 2000                                                                          | Californication                        | 69          | 1           | 1           | 44          | —           | 59          | —           | 63          | 24          | 19          | 41          | —           | 8           | 37          | —           | 16          | Californication                                                  |
| 2000                                                                          | Road Trippin'                          | —           | —           | —           | 56          | —           | —           | —           | 89          | 27          | 21          | 80          | —           | 44          | —           | 91          | 30          | Californication                                                  |
| 2000                                                                          | Parallel Universe                      | —           | 37          | —           | —           | —           | —           | —           | —           | —           | —           | —           | —           | —           | —           | —           | —           | Californication                                                  |
| 2002                                                                          | By the Way                             | 34          | 1           | 1           | 6           | 7           | 2           | 4           | 22          | 7           | 1           | 12          | 6           | 13          | 7           | 8           | 2           | By the Way                                                       |
| 2002                                                                          | The Zephyr Song                        | 49          | 6           | 14          | 21          | —           | 11          | —           | 65          | 22          | 20          | 72          | —           | 9           | —           | 100         | 11          | By the Way                                                       |
| 2003                                                                          | Can't Stop                             | 57          | 1           | 15          | 38          | 65          | —           | —           | 48          | 30          | 22          | 65          | —           | 40          | —           | 39          | 22          | By the Way                                                       |
| 2003                                                                          | Dosed                                  | —           | 13          | —           | —           | —           | —           | —           | —           | —           | —           | —           | —           | —           | —           | —           | —           | By the Way                                                       |
| 2003                                                                          | Universally Speaking                   | —           | —           | —           | 80          | —           | —           | —           | —           | —           | 43          | —           | —           | —           | —           | —           | 27          | By the Way                                                       |
| 2003                                                                          | Fortune Faded                          | —           | 8           | 22          | 16          | 68          | —           | —           | 46          | 20          | 24          | 61          | —           | 37          | 44          | 59          | 11          | Greatest Hits                                                    |
| 2006                                                                          | Dani California                        | 6           | 1           | 1           | 8           | 7           | 1           | —           | 12          | 7           | 4           | 7           | 5           | 7           | 2           | 4           | 2           | Stadium Arcadium                                                 |
| 2006                                                                          | Tell Me Baby                           | 50          | 1           | 8           | 20          | 39          | 17          | —           | 37          | 12          | 20          | 27          | 20          | 16          | 57          | 43          | 16          | Stadium Arcadium                                                 |
| 2006                                                                          | Snow (Hey Oh)                          | 22          | 1           | 3           | 35          | 5           | —           | —           | 5           | 13          | 4           | 5           | —           | 10          | 19          | 9           | 16          | Stadium Arcadium                                                 |
| 2007                                                                          | Desecration Smile                      | —           | —           | —           | —           | —           | —           | —           | 67          | —           | —           | 24          | —           | 33          | —           | —           | 27          | Stadium Arcadium                                                 |
| 2007                                                                          | Hump de Bump                           | —           | 8           | 27          | 17          | —           | 63          | —           | 83          | —           | —           | 43          | —           | —           | —           | —           | 41          | Stadium Arcadium                                                 |
| 2011                                                                          | The Adventures of Rain Dance Maggie    | 38          | 1           | 2           | 41          | 20          | 16          | 20          | 20          | —           | 13          | 28          | —           | 30          | —           | 26          | 44          | I'm with You                                                     |
| 2011                                                                          | Monarchy of Roses                      | —           | 4           | 16          | —           | —           | —           | —           | —           | —           | 92          | —           | —           | —           | —           | —           | —           | I'm with You                                                     |
| 2012                                                                          | Look Around                            | —           | 8           | 12          | —           | —           | 85          | —           | —           | —           | —           | —           | —           | —           | —           | —           | —           | I'm with You                                                     |
| 2012                                                                          | Brendan's Death Song                   | —           | —           | —           | —           | —           | —           | —           | —           | —           | —           | —           | —           | —           | —           | —           | —           | I'm with You                                                     |
| 2012                                                                          | Strange Man/'Long Progression'         | —           | —           | —           | —           | —           | —           | —           | —           | —           | —           | —           | —           | —           | —           | —           | —           | I'm Beside You                                                   |
| 2012                                                                          | Magpies on Fire/Victorian Machinery    | —           | —           | —           | —           | —           | —           | —           | —           | —           | —           | —           | —           | —           | —           | —           | —           | I'm Beside You                                                   |
| 2012                                                                          | Never Is a Long Time/Love of Your Life | —           | —           | —           | —           | —           | —           | —           | —           | —           | —           | —           | —           | —           | —           | —           | —           | I'm Beside You                                                   |
| 2012                                                                          | The Sunset Sleeps/Hometown Gypsy       | —           | —           | —           | —           | —           | —           | —           | —           | —           | —           | —           | —           | —           | —           | —           | —           | I'm Beside You                                                   |
| 2013                                                                          | Pink as Floyd/Your Eyes Girl           | —           | —           | —           | —           | —           | —           | —           | —           | —           | —           | —           | —           | —           | —           | —           | —           | I'm Beside You                                                   |
| 2013                                                                          | In Love Dying                          | —           | —           | —           | —           | —           | —           | —           | —           | —           | —           | —           | —           | —           | —           | —           | —           | I'm Beside You                                                   |
| 2013                                                                          | Catch My Death/How It Ends             | —           | —           | —           | —           | —           | —           | —           | —           | —           | —           | —           | —           | —           | —           | —           | —           | I'm Beside You                                                   |
| 2013                                                                          | This Is the Kitt/Brave from Afar       | —           | —           | —           | —           | —           | —           | —           | —           | —           | —           | —           | —           | —           | —           | —           | —           | I'm Beside You                                                   |
| 2013                                                                          | Hanalei/Open/Close                     | —           | —           | —           | —           | —           | —           | —           | —           | —           | —           | —           | —           | —           | —           | —           | —           | I'm Beside You                                                   |
| 2016                                                                          | Dark Necessities                       | 67          | 1           | 1           | 52          | 48          | 51          | —           | 47          | —           | 54          | 60          | —           | —           | —           | 39          | 72          | The Getaway                                                      |
| 2016                                                                          | We Turn Red                            | —           | —           | —           | —           | —           | —           | —           | —           | —           | —           | —           | —           | —           | —           | —           | —           | The Getaway                                                      |
| 2016                                                                          | The Getaway                            | —           | —           | —           | —           | —           | —           | —           | —           | —           | —           | —           | —           | —           | —           | —           | —           | The Getaway                                                      |
| 2016                                                                          | Go Robot                               | —           | 12          | 20          | —           | —           | —           | —           | —           | —           | —           | —           | —           | —           | —           | —           | —           | The Getaway                                                      |
| 2016                                                                          | Sick Love                              | —           | —           | —           | —           | —           | —           | —           | —           | —           | —           | —           | —           | —           | —           | —           | —           | The Getaway                                                      |
| 2017                                                                          | Goodbye Angels                         | —           | 25          | —           | —           | —           | —           | —           | —           | —           | —           | —           | —           | —           | —           | —           | —           | The Getaway                                                      |
| 2022                                                                          | Black Summer                           | 78          | 1           | 2           | —           | 60          | 38          | —           | 67          | 31          | —           | 67          | —           | 2           | 3           | 40          | 43          | Unlimited Love                                                   |
| 2022                                                                          | Poster Child                           | —           | —           | —           | —           | —           | —           | —           | —           | —           | —           | —           | —           | —           | —           | —           | —           | Unlimited Love                                                   |
| 2022                                                                          | Not the One                            | —           | —           | —           | —           | —           | —           | —           | —           | —           | —           | —           | —           | —           | —           | —           | —           | Unlimited Love                                                   |
| 2022                                                                          | Nerve Flip                             | —           | —           | —           | —           | —           | —           | —           | —           | —           | —           | —           | —           | —           | —           | —           | —           | Unlimited Love                                                   |
| 2022                                                                          | These Are the Ways                     | —           | 28          | 27          | —           | —           | —           | —           | —           | —           | —           | —           | —           | —           | —           | —           | —           | Unlimited Love                                                   |
| 2022                                                                          | Tippa My Tongue                        | —           | 1           | 6           | —           | —           | —           | —           | —           | —           | —           | —           | —           | —           | —           | —           | —           | Return of the Dream Canteen                                      |
| 2022                                                                          | Eddie                                  | —           | —           | —           | —           | —           | —           | —           | —           | —           | —           | —           | —           | —           | —           | —           | —           | Return of the Dream Canteen                                      |
| 2022                                                                          | The Drummer                            | —           | —           | —           | —           | —           | —           | —           | —           | —           | —           | —           | —           | —           | —           | —           | —           | Return of the Dream Canteen                                      |
| 2022                                                                          | The Shape I'm Takin'                   | —           | —           | —           | —           | —           | —           | —           | —           | —           | —           | —           | —           | —           | —           | —           | —           | Return of the Dream Canteen                                      |
| "—" indica una pubblicazione non classificata o non pubblicata in quel Paese. |                                        |             |             |             |             |             |             |             |             |             |             |             |             |             |             |             |             |                                                                  |

### Singoli promozionali
| Anno | Titolo                      | Note                                                                                                | Album di provenienza                        |
| ---- | --------------------------- | --------------------------------------------------------------------------------------------------- | ------------------------------------------- |
| 1984 | True Men Don't Kill Coyotes | - Pubblicato solo come video musicale                                                               | The Red Hot Chili Peppers                   |
| 1985 | Catholic School Girls Rule  | - Pubblicato solo come video musicale                                                               | Freaky Styley                               |
| 1985 | American Ghost Dance        | - Distribuito per la sola promozione radiofonica                                                    | Freaky Styley                               |
| 1987 | Me & My Friends             | - Distribuito per la sola promozione radiofonica                                                    | The Uplift Mofo Party Plan                  |
| 1989 | For the Thrashers           | - 45 giri promozionale con quattro canzoni di Mother's Milk                                         | Mother's Milk                               |
| 1994 | Deck the Halls              | - Raro singolo promozionale distribuito solo presso i jukebox; include Knock Me Down come lato B    | Out in L.A.                                 |
| 2003 | Save the Population         | - Distribuito per la sola promozione radiofonica                                                    | Greatest Hits                               |
| 2007 | Charlie                     | - Pubblicato solo come video musicale                                                               | Stadium Arcadium                            |
| 2011 | Havana Affair               | - Pubblicato in edizione limitata per il Record Store Day                                           | We're a Happy Family - A Tribute to Ramones |
| 2012 | Did I Let You Know          | - Distribuito per la sola promozione radiofonica in Brasile dopo essere stato scelto dai fan locali | I'm with You                                |

## Partecipazioni
| Anno | Titolo                       | Album                                                            |
| ---- | ---------------------------- | ---------------------------------------------------------------- |
| 1986 | Blackeyed Blonde             | Thrashin' (la band esegue il brano durante il film)              |
| 1986 | Set It Straight              | Tough Guys (la band esegue il brano durante il film)             |
| 1989 | Taste the Pain               | Colonna sonora di Non per soldi... ma per amore                  |
| 1990 | Show Me Your Soul            | Colonna sonora di Pretty Woman                                   |
| 1992 | Sikamikanico                 | Colonna sonora di Fusi di testa                                  |
| 1993 | Search and Destroy           | The Beavis and Butt-head Experience                              |
| 1993 | Soul to Squeeze              | Colonna sonora di Teste di cono                                  |
| 1994 | Blood Sugar Sex Magik (Live) | Woodstock '94                                                    |
| 1995 | Higher Ground                | Colonna sonora di Power Ranger - Il film                         |
| 1995 | I Found Out                  | Working Class Hero: A Tribute to John Lennon                     |
| 1996 | Melancholy Mechanics         | Colonna sonora di Twister                                        |
| 1996 | Love Rollercoaster           | Colonna sonora di Beavis & Butt-Head alla conquista dell'America |
| 2000 | Fire (Live)                  | Woodstock '99                                                    |
| 2003 | Havana Affair                | We're a Happy Family - A Tribute to Ramones                      |

## Videografia

### Album video
| Anno | Titolo                                                                                             | Certificazioni                                                                 |
| ---- | -------------------------------------------------------------------------------------------------- | ------------------------------------------------------------------------------ |
| 1988 | Red Hot Skate Rock - Pubblicato: 1988 - Etichetta: EMI - Formati: VHS                              |                                                                                |
| 1990 | Positive Mental Octopus - Pubblicato: 1990 - Etichetta: EMI - Formati: VHS                         |                                                                                |
| 1990 | Psychedelic Sexfunk Live from Heaven - Pubblicato: 1990 - Etichetta: EMI - Formati: VHS            | - US: Oro                                                                      |
| 1991 | Funky Monks - Pubblicato: 29 ottobre 1991 - Etichetta: Warner Bros. - Formati: VHS, LaserDisc, DVD | - UK: Oro - US: Oro                                                            |
| 1992 | What Hits!? - Pubblicazione: 29 settembre 1992 - Etichetta: EMI - Formati: VHS, LaserDisc, DVD     |                                                                                |
| 2001 | Off the Map - Pubblicato: 4 dicembre 2001 - Etichetta: Warner Bros. - Formati: VHS, DVD            | - UK: Oro - US: Oro                                                            |
| 2003 | Live at Slane Castle - Pubblicato: 18 novembre 2003 - Etichetta: Warner Bros. - Formati: DVD, UMD  | - AUS: 4× Platino - CAN: Platino - FRA: Platino - UK: 2× Platino - US: Platino |
| 2003 | Greatest Videos - Pubblicato: 18 novembre 2003 - Etichetta: Warner Bros. - Formati: DVD, UMD       | - UK: Oro                                                                      |

### Video musicali
| Anno | Titolo                                  | Regista                           |
| ---- | --------------------------------------- | --------------------------------- |
| 1984 | True Men Don't Kill Coyotes             | Graeme Whifler                    |
| 1985 | Jungle Man                              | Lindy Goetz                       |
| 1985 | Catholic School Girls Rule              | Dick Rude                         |
| 1987 | Fight Like a Brave                      | Dick Rude                         |
| 1989 | Higher Ground                           | Bill Stobaugh, Drew Carolan       |
| 1989 | Knock Me Down                           | Drew Carolan                      |
| 1990 | Taste the Pain                          | Tom Stern, Alex Winter            |
| 1990 | Show Me Your Soul                       | Bill Stobaugh                     |
| 1991 | Give It Away                            | Stéphane Sednaoui                 |
| 1992 | Under the Bridge                        | Gus Van Sant                      |
| 1992 | Suck My Kiss                            | Gavin Bowden                      |
| 1992 | Breaking the Girl                       | Stéphane Sednaoui                 |
| 1992 | Behind the Sun                          | Charlie Paul                      |
| 1993 | If You Have to Ask                      |                                   |
| 1993 | Soul to Squeeze                         | Kevin Kerslake                    |
| 1995 | Warped                                  | Gavin Bowden                      |
| 1995 | My Friends (Version 1)                  | Anton Corbijn                     |
| 1995 | My Friends (Version 2)                  | Gavin Bowden                      |
| 1996 | Aeroplane                               | Gavin Bowden                      |
| 1996 | Coffee Shop                             | Gavin Bowden                      |
| 1996 | Love Rollercoaster                      | Kevin Lofton                      |
| 1999 | Scar Tissue                             | Stéphane Sednaoui                 |
| 1999 | Around the World                        | Stéphane Sednaoui                 |
| 2000 | Otherside                               | Jonathan Dayton and Valerie Faris |
| 2000 | Californication                         | Jonathan Dayton and Valerie Faris |
| 2000 | Road Trippin'                           | Jonathan Dayton and Valerie Faris |
| 2002 | By the Way                              | Jonathan Dayton and Valerie Faris |
| 2002 | The Zephyr Song                         | Jonathan Dayton and Valerie Faris |
| 2003 | Can't Stop                              | Mark Romanek                      |
| 2003 | Universally Speaking                    | Dick Rude                         |
| 2003 | Fortune Faded                           | Laurent Briet                     |
| 2006 | Dani California                         | Tony Kaye                         |
| 2006 | Tell Me Baby                            | Jonathan Dayton and Valerie Faris |
| 2006 | Snow (Hey Oh)                           | Nick Wickham                      |
| 2007 | Charlie                                 | Omri Cohen                        |
| 2007 | Desecration Smile (Version 1)           | Gus Van Sant                      |
| 2007 | Desecration Smile (Version 2)           | Gus Van Sant                      |
| 2007 | Hump de Bump                            | Chris Rock                        |
| 2011 | The Adventures of Rain Dance Maggie     | Marc Klasfeld                     |
| 2011 | Monarchy of Roses                       | Marc Klasfeld                     |
| 2012 | Look Around                             | Robert Hales                      |
| 2012 | Brendan's Death Song                    | Marc Klasfeld                     |
| 2012 | Brendan's Death Song (Extended Version) | Marc Klasfeld                     |
| 2016 | Dark Necessities                        | Olivia Wilde                      |
| 2016 | Go Robot                                | Tota Lee                          |
| 2016 | Sick Love                               | Beth Jeans Houghton               |
| 2017 | Goodbye Angels                          | Thoranna Sigurdardottir aka TOTA  |
| 2022 | Black Summer                            | Deborah Chow                      |
| 2022 | Poster Child                            | Julien & Thami                    |
| 2022 | These Are the Ways                      | Malia James                       |
| 2022 | Tippa My Tongue                         | Malia James                       |
| 2022 | The Drummer                             | Phillip R Lopez                   |